# Phyciodes hiemalis
Phyciodes hiemalis är en fjärilsart som beskrevs av Edwards 1878. Phyciodes hiemalis ingår i släktet Phyciodes och familjen praktfjärilar. Inga underarter finns listade i Catalogue of Life.